# Clube Atlético Mineiro (futsal)
O Futsal do Clube Atlético Mineiro é o departamento de futebol de salão do Clube Atlético Mineiro, da cidade de Belo Horizonte, Minas Gerais. Atualmente, não possui equipe profissional ativa e se limita à formação de atletas.
O clube manteve equipes de alto rendimento na modalidade nas décadas de 1980 e 1990, com destaque para o time formado por nomes históricos como Manoel Tobias, Lenísio e Falcão, que conquistou diversos títulos importantes.

## Títulos
| INTERCONTINENTAIS | INTERCONTINENTAIS                  | INTERCONTINENTAIS | INTERCONTINENTAIS                                                 |
|                   | Competição                         | Títulos           | Temporadas                                                        |
| ----------------- | ---------------------------------- | ----------------- | ----------------------------------------------------------------- |
|                   | Copa Intercontinental de Futsal    | 1                 | 1998                                                              |
| CONTINENTAIS      |                                    |                   |                                                                   |
|                   | Competição                         | Títulos           | Temporadas                                                        |
|                   | Copa Ouro de Futsal                | 2                 | 1980 e 1984                                                       |
| NACIONAIS         |                                    |                   |                                                                   |
|                   | Competição                         | Títulos           | Temporadas                                                        |
|                   | Liga Nacional de Futsal            | 2                 | 1997 e 1999                                                       |
|                   | Taça Brasil de Futsal              | 1                 | 1985                                                              |
| ESTADUAIS         |                                    |                   |                                                                   |
|                   | Competição                         | Títulos           | Temporadas                                                        |
| Minas Gerais      | Campeonato Mineiro de Futsal       | 11                | 1968, 1969, 1973, 1974, 1976, 1977, 1979, 1984, 1998, 1999 e 2000 |
| MUNICIPAIS        |                                    |                   |                                                                   |
|                   | Competição                         | Títulos           | Temporadas                                                        |
|                   | Campeonato Metropolitano de Futsal | 10                | 1968, 1972, 1973, 1981, 1984, 1985, 1997, 1998, 1999 e 2000       |

### Outras conquistas
- Torneio Internacional Cidade de Porto Alegre: 1979
- Torneio Internacional Atlântica Boavista: 1982
- Copa Centenário de Belo Horizonte: 1997
- Taça Memorial Giovanni Cragnotti: 1998
- Taça Cidade de Botucatu: 1999

### Campanhas de destaque
- Copa Intercontinental de Futsal: vice-campeão em 2000
- Liga Nacional de Futsal: vice-campeão em 2000
- Campeonato Mineiro de Futsal: vice-campeão em 1962, 1970, 1972, 1983, 1985 e 1997